# Jojo (chanson)
Pour les articles homonymes, voir Jojo.
Pistes de Les Marquises
Knokke-le-Zoute Tango Le Lion
Jojo est une chanson de 1977, écrite, composée et interprétée par Jacques Brel et parue dans son dernier album Les Marquises. Elle a été écrite en hommage à Georges Pasquier, un ami très proche du chanteur et mort le 2 septembre 1974. 
Jojo, avant d'être une chanson, fut aussi, en 1976, en hommage à son ami décédé, le nom donné par Jacques Brel à son avion, un bimoteur qu'il utilisait lors de son séjour sur l'île d'Hiva Oa.

## Génèse et composition
En 1977, alors qu'il est atteint d'une grave maladie, Jacques Brel revient en France pour enregistrer son dernier disque, un treizième album de douze titres intitulé Les Marquises. La chanson Jojo figure en dixième position sur la face B. C'est en fait cette chanson liée à la disparition d'un ami qui déclenchera son envie de lancer un nouvel album. Il écrit une première version et l'intitule provisoirement « Six pieds sous terre », puis se ravise et reprend le texte en utilisant le surnom de son ami comme titre. Il enregistre cette chanson et celles de l'album au Studio Hoche à Paris entre le 5 septembre et le 1er octobre 1977, soit un peu plus de trois ans après la mort de cet ami.

## Analyse
Le texte, écrit par Brel, évoque Georges Pasquier, alias « Jojo », qui était son secrétaire, son régisseur et son chauffeur, mais aussi son confident. Ils se sont rencontrés en 1955 alors que le chanteur belge était au début de sa carrière et qu'il se produisait dans une salle parisienne. « J'ai des amis, mais pas beaucoup », disait Jacques Brel, d'où un niveau de relation amicale très fort avec cet homme.
Le texte chanté est exclusivement accompagné à la guitare sur un ton grave et lent. Le surnom « Jojo », l'ami de Brel, est répété plus d'une dizaine de fois, dont à chaque début de couplet. L'expression « Six pieds sous terre » revient, quant à elle, huit fois. Il utilise également le terme « frère » comme un verbe : « Six pieds sous terre, Jojo, tu frères encore ». Ce n'est pas la première fois que Brel crée un verbe en se basant sur un nom, tel le verbe « bruxeller » dans la chanson Bruxelles.

## Postérité

### Jojo, l'avion de Jacques Brel
« Jojo », nom titre de la chanson, est également le nom de l'avion de Jacques Brel, un Beechcraft Twin Bonanza construit en 1956 et acheté le 30 novembre 1976 par Madly Bamy, la compagne du chanteur, qu'il baptise du surnom de son ami décédé deux ans plus tôt (donc avant la sortie de la chanson). Il utilisera son avion jusqu’à son départ en juillet 1978, pour ses déplacements personnels mais surtout pour le transport de passagers locaux. Après de multiples avatars, « Jojo » sera repris par des admirateurs de Jacques Brel, restauré en 2003, puis exposé dans un hangar, non loin du cimetière d’Atuona, sur l'île d'Hiva Oa, où se situe la sépulture de Jacques Brel,.

### Reprises et réinterprétations
Le rappeur belge Scylla a repris la chanson de Jacques Brel dans un style plus actuel en 2021 et l'a interprétée en public. C'est son professeur de français qui lui a fait découvrir la chanson lorsqu'il avait 14 ans, texte qui l'a beaucoup marqué.